# Kiyoshi Uematsu
Kiyoshi Uematsu Treviño (ur. 10 lipca 1978) – hiszpański judoka. Trzykrotny olimpijczyk. Zajął dziewiąte miejsce w Sydney 2000, szesnaste w Londynie 2012 i odpadł w eliminacjach w Atenach 2004. Walczył w wadze lekkiej.
Brązowy medalista mistrzostw świata w 2005, siódmy w 1999 i 2009; uczestnik zawodów w 2003, 2007, 2010, 2011, 2013 i 2015. Startował w Pucharze Świata w latach 1997–2005, 2007–2009, 2011, 2013, 2014 i 2016. Zdobył sześć medali mistrzostw Europy w latach 1998 - 2008. Triumfator igrzysk śródziemnomorskich w 2005 i trzeci w 2009 roku.
Jego brat Kenji Uematsu, również był judoką i olimpijczykiem z Aten 2004.

## Letnie Igrzyska Olimpijskie 2012
| Konkurencja | Eliminacje            | Klas. końcowa |
| Konkurencja | Przeciwnik I          | Miejsce       |
| ----------- | --------------------- | ------------- |
| 73 kg       | Mansur Isajew (RUS) P | 16.           |

## Letnie Igrzyska Olimpijskie 2004
| Konkurencja | Eliminacje                | Klas. końcowa |
| Konkurencja | Przeciwnik I              | Miejsce       |
| ----------- | ------------------------- | ------------- |
| 73 kg       | Leandro Guilheiro (BRA) P | 1 runda.      |

## Letnie Igrzyska Olimpijskie 2000
| Konkurencja | Eliminacje                    | Eliminacje           | Eliminacje                | Repasaże            | Klas. końcowa |
| Konkurencja | Przeciwnik I                  | Przeciwnik II        | 1/4                       | Przeciwnik I        | Miejsce       |
| ----------- | ----------------------------- | -------------------- | ------------------------- | ------------------- | ------------- |
| 66 kg       | Kevin Ngapoula-Mbembo (CGO) Z | Alex Ottiano (USA) Z | Larbi Benboudaoud (FRA) P | Han Ji-hwan (KOR) P | 9.            |